# 莱比锡战役
莱比锡战役是第六次反法同盟中德国战役的決定性戰役，發生於1813年10月在萊比錫附近。因參戰國家和民族眾多，莱比锡战役亦被稱為“諸民族之戰”(或稱民族會戰)。拿破崙以十九萬人與俄羅斯、普魯士、奥地利及其他各國三十八萬聯軍苦戰，最後敗陣。拿破崙敗返萊茵河西岸，最後返回巴黎。隔年元老院宣告廢除拿破崙的帝位。
在莱比锡战役中，雙方損失約達12萬以上，是役是德意志解放战争中最激烈的戰役。拿破崙的戰敗代表著拿破崙統治德意志的最後希望已經幻滅，反法聯軍於1814年3月31日進入巴黎，同年4月11日，拿破崙宣布無條件投降，拿破崙本人在退位後被流放到地中海上的一個小島厄爾巴島，而在巴黎，路易十八回到法國，波旁王朝復辟。1815年2月26日拿破崙從厄爾巴島濳返法國，拿破崙再次奪得政權。歐洲其他各國迅速組成第七次反法同盟。1815年6月18日滑鐵盧戰役正式展开，戰敗後，6月22日拿破仑再次宣布退位，聯軍很快攻佔巴黎，拿破崙被放逐到南大西洋中的聖赫勒拿島，六年後死去（1821年5月5日）。

## 背景
1812年，拿破崙在俄法戰爭中折損慘重。出征的60萬大軍，只有12萬人能活著回來(其中法軍約3.5萬人)。法國因而元氣大傷。1813年，普魯士便勢機向法國發動德意志解放战争，並與英國、俄國、瑞典組成第六次反法同盟，以擺脫拿破崙對歐洲的控制。
經過四個多月的努力與整頓，拿破崙終於造出一支初具規模的大軍，並向萊茵聯邦進發。重建的法軍大多只是缺乏經驗的新兵。法軍於呂岑會戰及包岑會戰中打敗了普俄聯軍，但卻未能贏得徹底。在包岑會戰後，雙方都需要休整。與此同時，奧地利外交大臣克萊門斯·梅特涅希望雙方能進行和談。6月4日，經過奧地利的調停，雙方達成了暫時性停戰協定。在停戰期間，各國於布拉格進行關於和約條件的談判。議和條件是法國必須放棄一部分領土。梅特涅警告拿破崙說，如果拿破崙不接受議和，奧地利將參加第六次反法同盟，但拿破崙決不作絲毫讓步。最終和談以失敗告終，奧地利態度也強硬了起來。8月10日，短暫的休戰時間結束，戰火再起，奧地利在兩天后正式加入反法同盟。而奧地利一經宣戰，英國馬上答應給它五十萬英鎊的戰費補助。
8月27日，拿破崙於薩克森首府德勒斯登再次擊敗反法聯軍，但拿破崙不在場的其他戰線卻接連遭到了失敗。形勢亦開始對法軍不利。10月，兵力上占相當優勢的反法聯軍分三路開始包圍法軍。南面為施瓦岑貝格親王指揮的奧地利波西米亞軍團；西北為布呂歇爾元帥指揮的普魯士西利西亞軍團；瑞典王儲貝爾納多特(卡爾十四世)指揮的北方軍團則位於北面。聯軍總共22萬人。而本尼格森伯爵所率的俄國援軍正在行進之中。三路大軍逐漸向德累斯頓合攏，對法軍的夾擊之勢正在成形。
雙方決戰的時機日益臨近。由於德累斯頓一時難以攻克，在布呂歇爾的提議下，聯軍決定採取一個大膽的計劃：放棄對德累斯頓的攻擊，南面波希米亞軍團繞過德累斯頓，直取法軍背後的萊比錫城：東面西里西亞軍團西渡易北河，與北方軍團會師，從北面進逼萊比錫，兩路都以萊比錫為目標，實施鉗形攻擊，爾後切斷法軍的後路，並把它合圍和殲滅在萊比錫附近地區。十月三日，普軍擊潰了守衛易北河的法軍，渡過了易北河。十月四日，卡爾十四世也率北方軍團渡過了易北河，從而實現了兩個軍團的會師。他們會合後，兵力約有十六萬餘人，相互策應著，從北面直向萊比錫城壓來。
早在10月3日，拿破崙就聽聞聯軍在向萊比錫進軍，但他不相信這是真的，直到10月6日他才意識到事態的嚴重性，急令繆拉率45000人在德累斯頓附近遲滯和阻止波希米亞軍團向萊比錫前進，自己則率主力北進與內伊會合，準備在聯軍佔領萊比錫之前，迅速擊破西里西亞軍團及北方軍團，然後再回師南破奧軍。10月9日，法軍主力北進。不久，繆拉送來報告，他正率領部隊同波希米亞B軍團展開激戰。於是，拿破崙放棄北進計劃，回兵萊比錫。14日，法軍主力抵達萊比錫。這時法軍集中萊比錫的兵力達19萬人。而反法聯軍也不斷趕往萊比錫靠攏。萊比錫東、北、南三面此時已被反法聯軍包圍。聯軍也準備展開圍攻。莱比锡战役也因而開打。

## 序幕
为了尽快将普鲁士赶出战争，拿破仑派遣乌迪诺元帅及其率领的60,000人去占领普鲁士首都柏林，但乌迪诺在勃兰登堡附近的战役中被普鲁士人击败。由于受到来自北方的普鲁士军队的威胁，拿破仑被迫向西撤退。9月底到10月初，他带领大部分军队渡过易北河，并在莱比锡附近组织军队以保护他的主要补给线，并防守集结起来反对他的联军。普鲁士军队从瓦尔滕堡（Wartenburg）向莱比锡前进，奥地利和俄罗斯军队从德累斯顿向莱比锡前进，瑞典人从北方向莱比锡前进。

## 双方实力
法军有大约160,000名士兵以及700门炮，外加15,000名波兰人，10,000名意大利人和40,000名隶属于莱茵联邦的德国人，总计225,000名士兵。 反法同盟拥有约380,000名士兵和1,500门炮，其中包括145,000名俄国人，115,000名奥地利人，90,000名普鲁士人和30,000名瑞典人。这使得莱比锡战役成为拿破仑战争中规模最大的战役，超过了博罗季诺战役、瓦格拉姆战役、耶拿战役和奥尔斯塔特战役。

## 双方部署
- 法军部署

尽管法军人数不及联军，但拿破仑计划在普莱瑟河和帕特河间发动进攻。这个进攻位置对他的军队及他的作战策略有好处，汇聚在那里的河流将周围的地区分为四个独立的部分。 拿破仑控制着莱比锡及其桥梁，所以他可以将部队从一个部分转移到另一个部分，而联军很难将这么多的军队在地区间转移。北部战线由米歇尔·内伊元帅和奥古斯特·德·马尔蒙元帅保卫，东部战线由埃蒂安-雅克-约瑟夫-亚历山大·麦克唐纳元帅保卫,拿破仑把莱比锡附近作为战斗的补给基地。普莱瑟河和埃尔斯特河上的桥梁由步兵和一些大炮保卫。主力炮兵部队作为后备部队，被放置在高架台上。炮兵连由炮兵专家安托万·德鲁奥指挥。瓦豪和利伯托尔维茨的法军西侧阵地由约瑟夫·波尼亚托夫斯基亲王、皮埃尔·奥热罗元帅的军队保卫着。
- 联军部署

联军的三位君主（俄国的亚历山大一世与普鲁士的腓特烈·威廉三世和奥地利的法蘭茲一世）都在战场上，大量人员为联军指挥官提供保护。亚历山大是俄军最高级的指挥官，而奥地利的施瓦岑貝格親王是德意志战区所有联军理论上的总司令。这是自八年前第三次反法同盟的奥斯特里茨战役以来，亚历山大一世第二次担任战场指挥官。起初，该司令部充斥着无能和琐碎的勾心斗角，其行动倾向于各国君主们的虚荣，尤其是来自俄罗斯沙皇的虚荣。但随着战斗的激烈进行，这些情况基本上消失了。

## 經過

### 10月16日

莱比锡战役10月16日的作戰圖

聯軍方面發出三聲號砲，史稱“諸民族會戰”的萊比錫戰役正式開始了。接著，雙方持續進行了五個多小時的激烈砲擊。聯軍分為四個攻擊集團，分別從四個方向發起進攻。在北線，馬爾蒙指揮法軍在激烈的戰鬥後，被布呂歇爾的部隊趕出陣地，被迫撤出默肯。在南線，戰鬥異常激烈。法軍在各個點上都打退了聯軍的進攻，牢牢地堅守著陣地。其後，法軍展開反擊。在砲兵火力的掩護下，繆拉率一萬二千名騎兵向南線聯軍發動衝鋒，希望能突破南線聯軍的中央。法軍一連沖散了敵方兩個步兵營，但後繼不力，被聯軍逐回。傍晚時分，戰鬥暫時停止。雙方各損失約二萬人左右。

### 10月17日
次日，雙方都在休養兵力，並沒有交火。此時，貝尼格森率領的四萬一千名俄軍，與貝爾納多特的六萬名瑞典軍也來到戰場上。至此，聯軍的兵力超過了三十萬人，比法軍幾乎多一倍，而且彈藥和各種補給物資充足。拿破崙提出議和，但聯軍拒絕。

### 10月18日

莱比锡战役10月18日的作戰圖

十八日上午，聯軍分六路發起總攻。寡不敵眾的法軍在聯軍攻勢下不斷後撤。法軍被不斷壓縮，最終被擠到了萊比錫城裡。與此同時，法軍中兩個薩克森旅叛變投向反法聯軍。18日晚上，拿破崙眼看敗局已定，便下達撤退的命令。法軍開始向西面撤退。

### 10月19日
法軍陸續的撤走，但法軍工兵過早把的唯一一座供法軍撤退石橋炸毀，使殿後的兩萬八千名官兵無法過河。最終波蘭親王約澤夫·波尼亞托夫斯基負傷落水而亡，而被遺留下的法軍全部被俘。莱比锡战役也就此落幕。历时4天的莱比锡战役，是拿破仑战争期间最大的一次战役，这次战役结束了1813年战局。双方损失惨重：法軍损6萬至8萬人不等，火炮325门。反法聯軍损失5.4万至8萬人不等（聯軍戰報為俄国2.2万余人，普鲁士1.6万人，奥地利1.5万人），此戰以反法同盟的胜利而告终。

## 影響
莱比锡战役的失敗宣告拿破崙霸業的終結。拿破崙在莱比锡战役後，便且戰且退撤回法國。萊茵邦聯的成員國在戰後都紛紛變節投向反法同盟，萊茵邦聯亦告瓦解。各附庸國也紛紛脫離法國獨立。不久後，反法同盟便攻入法國。1814年4月，拿破崙被迫退位，並被流放至厄爾巴島。路易十八回到法國，重新成為法國國王，波旁王朝復辟。雖然之後拿破崙從厄爾巴島濳返法國，並短暫奪回政權。但各國迅速組成第七次反法同盟，並在滑鐵盧戰役再次擊敗他。

## 圖集

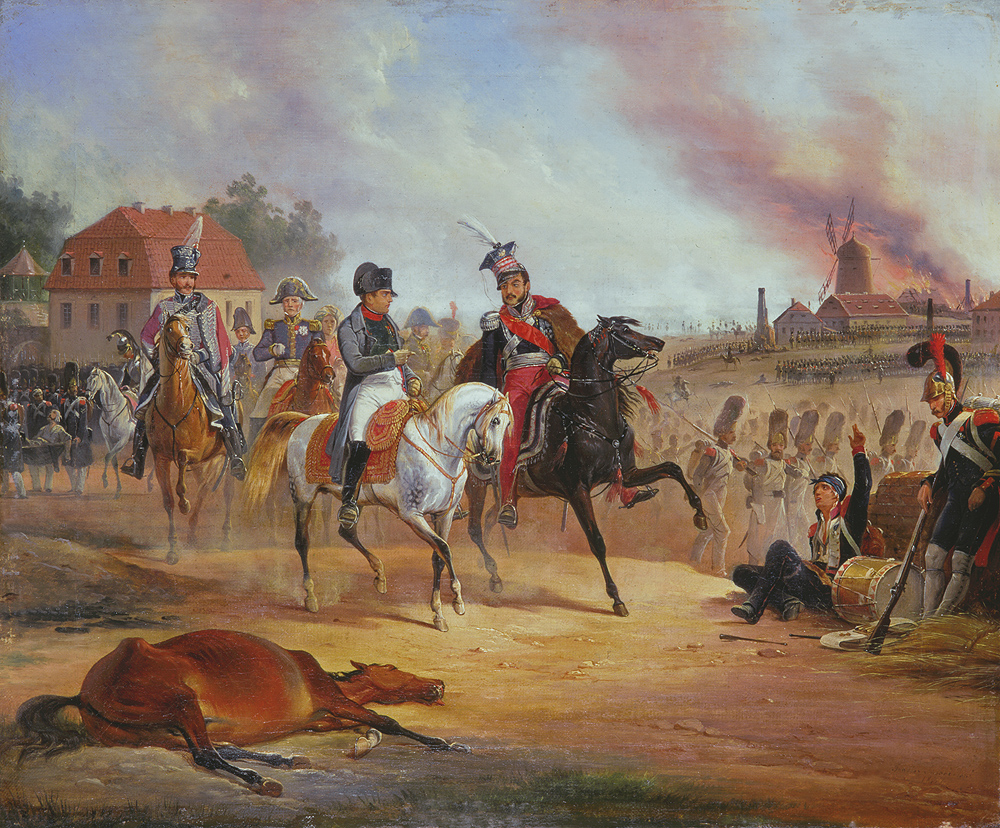
拿破崙和波尼亞托夫斯基在萊比錫（January Suchodolski所繪製）。
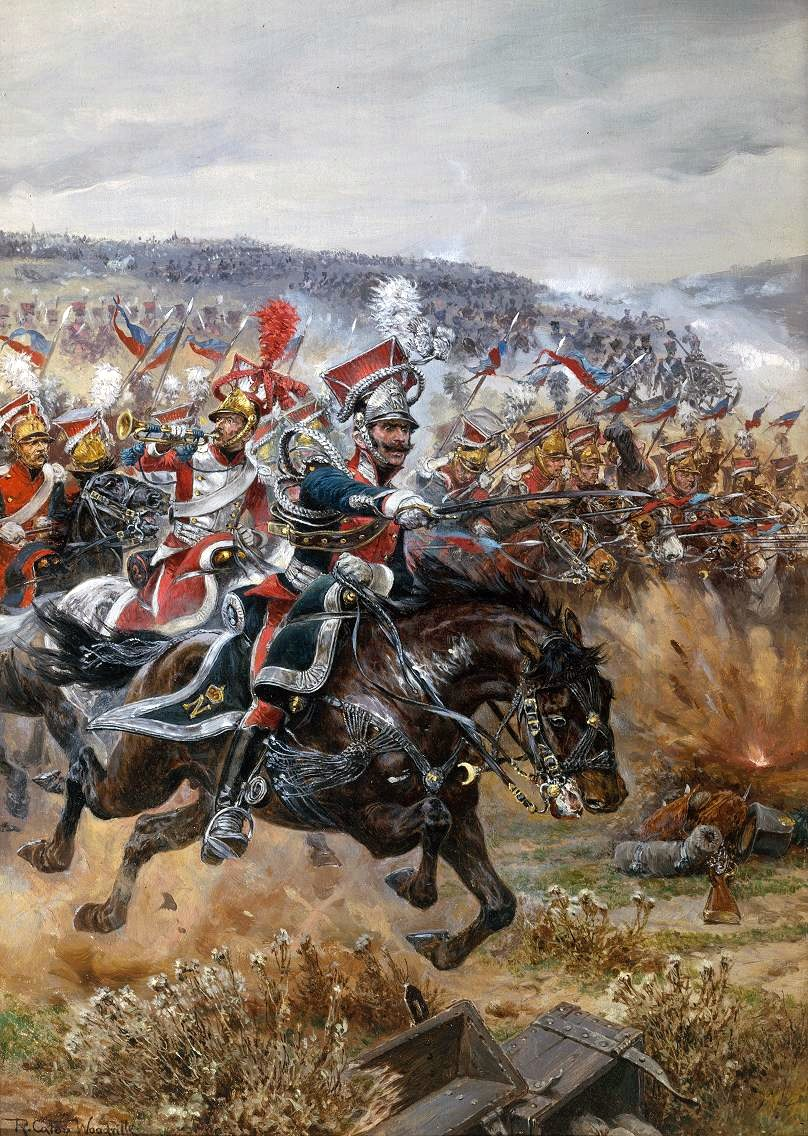
（理查德·卡頓·伍德維爾）波蘭騎兵在萊比錫最後的衝鋒（1912年）。
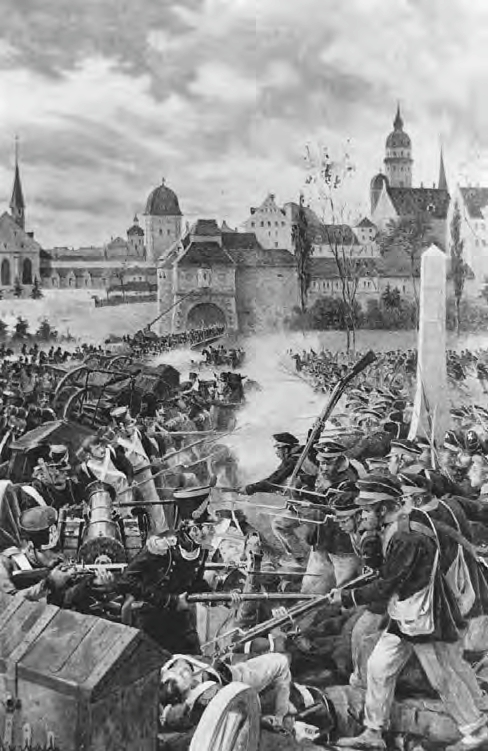
對普魯士的突擊法國步兵捍衛了一個路障，勢不可擋的戰鬥迫使拿破崙放棄他掌控的德國。
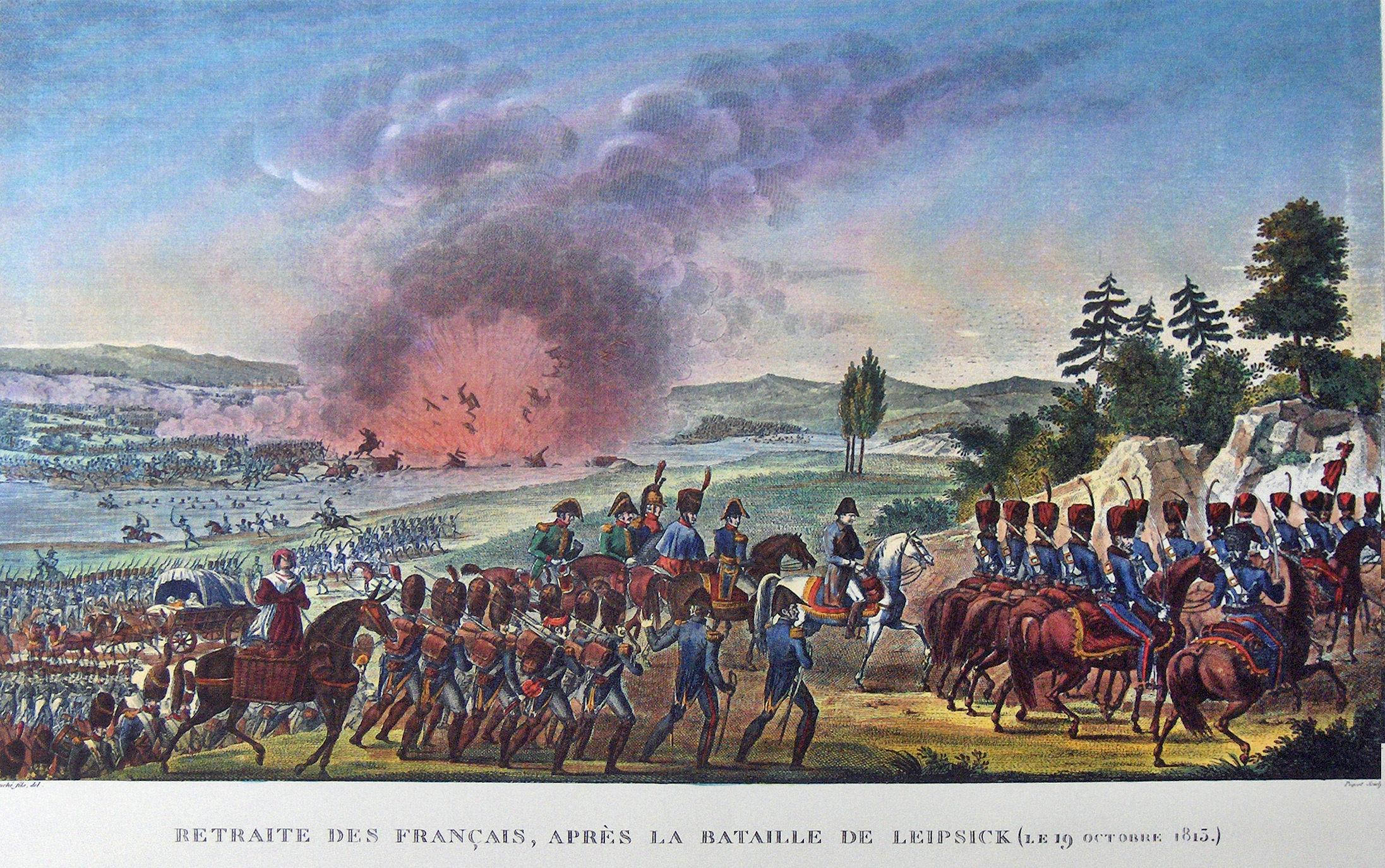
拿破崙（法軍）撤退。
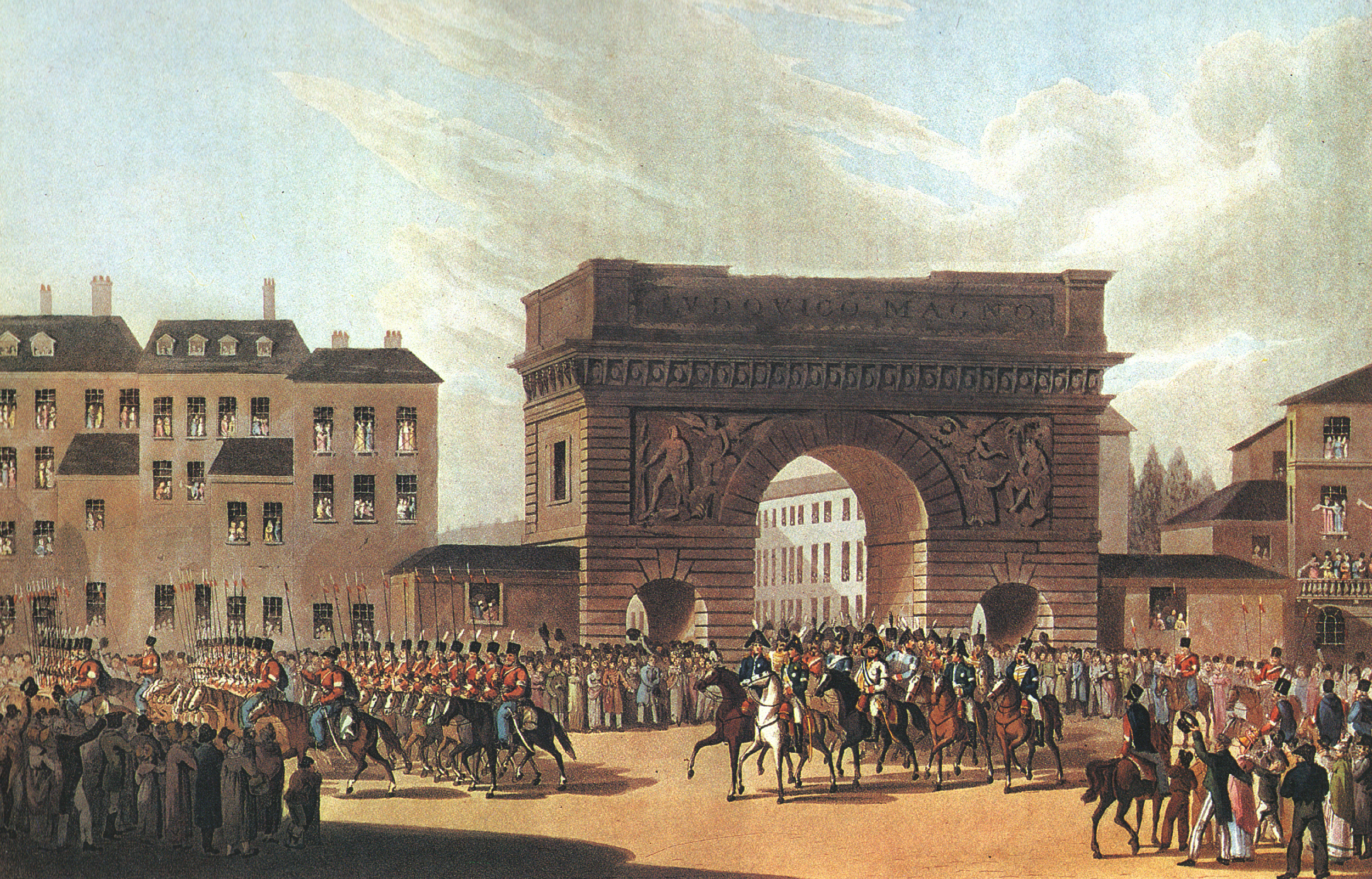
在1814年俄羅斯軍隊進入巴黎。
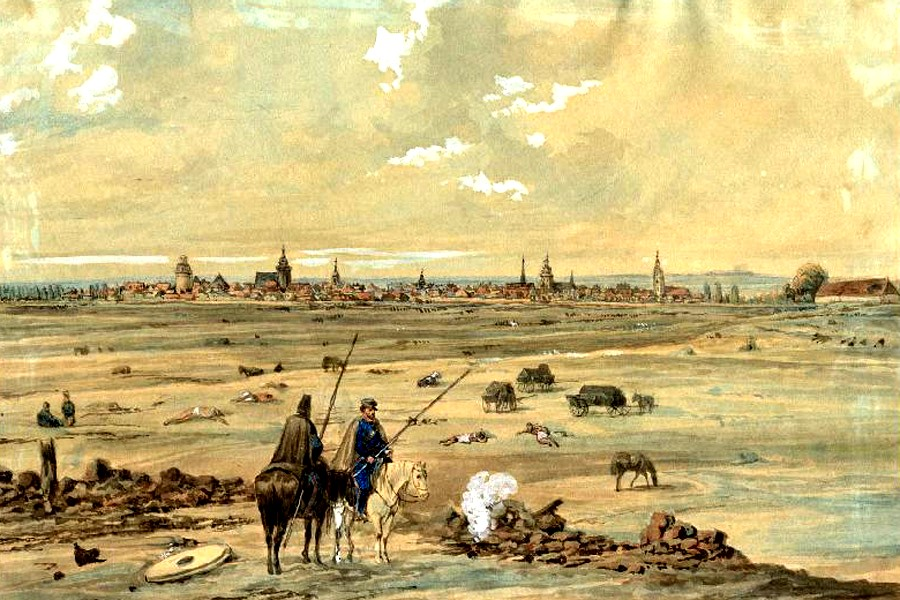
萊比錫戰場。
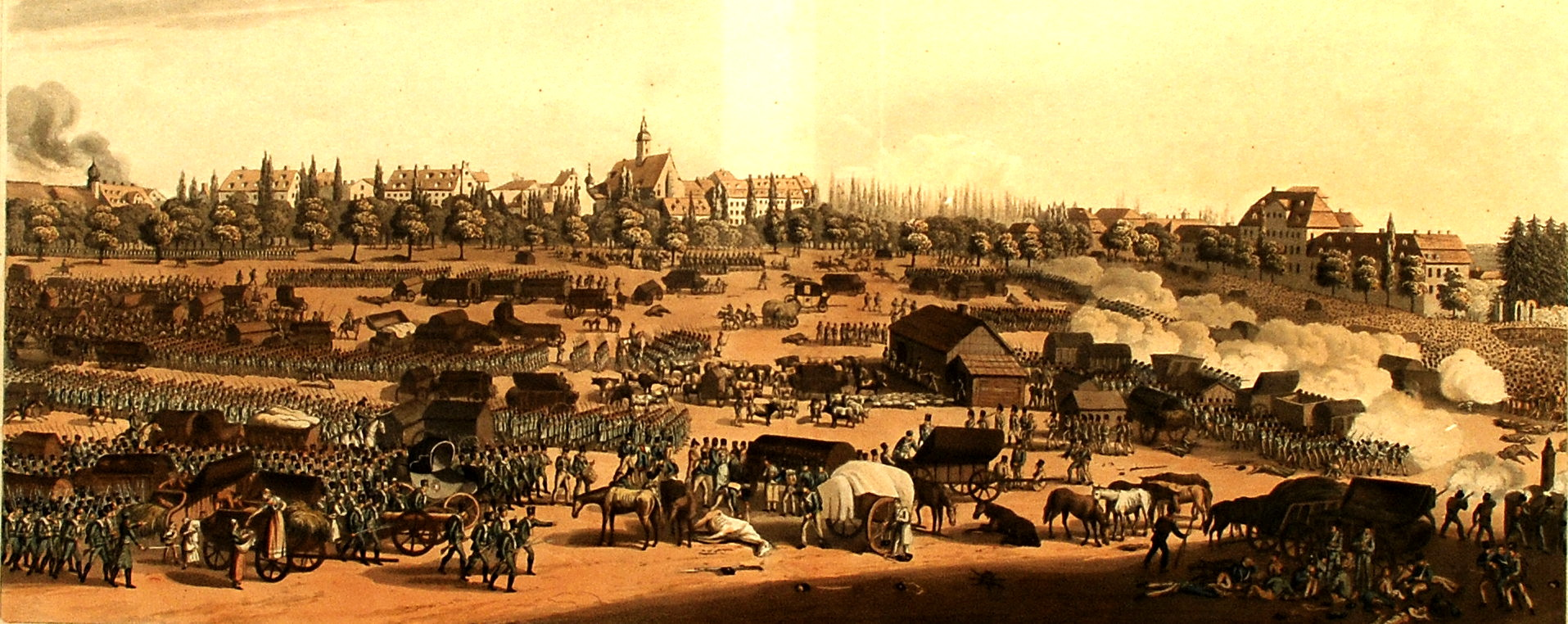
萊比錫南部（1813年10月19日）。
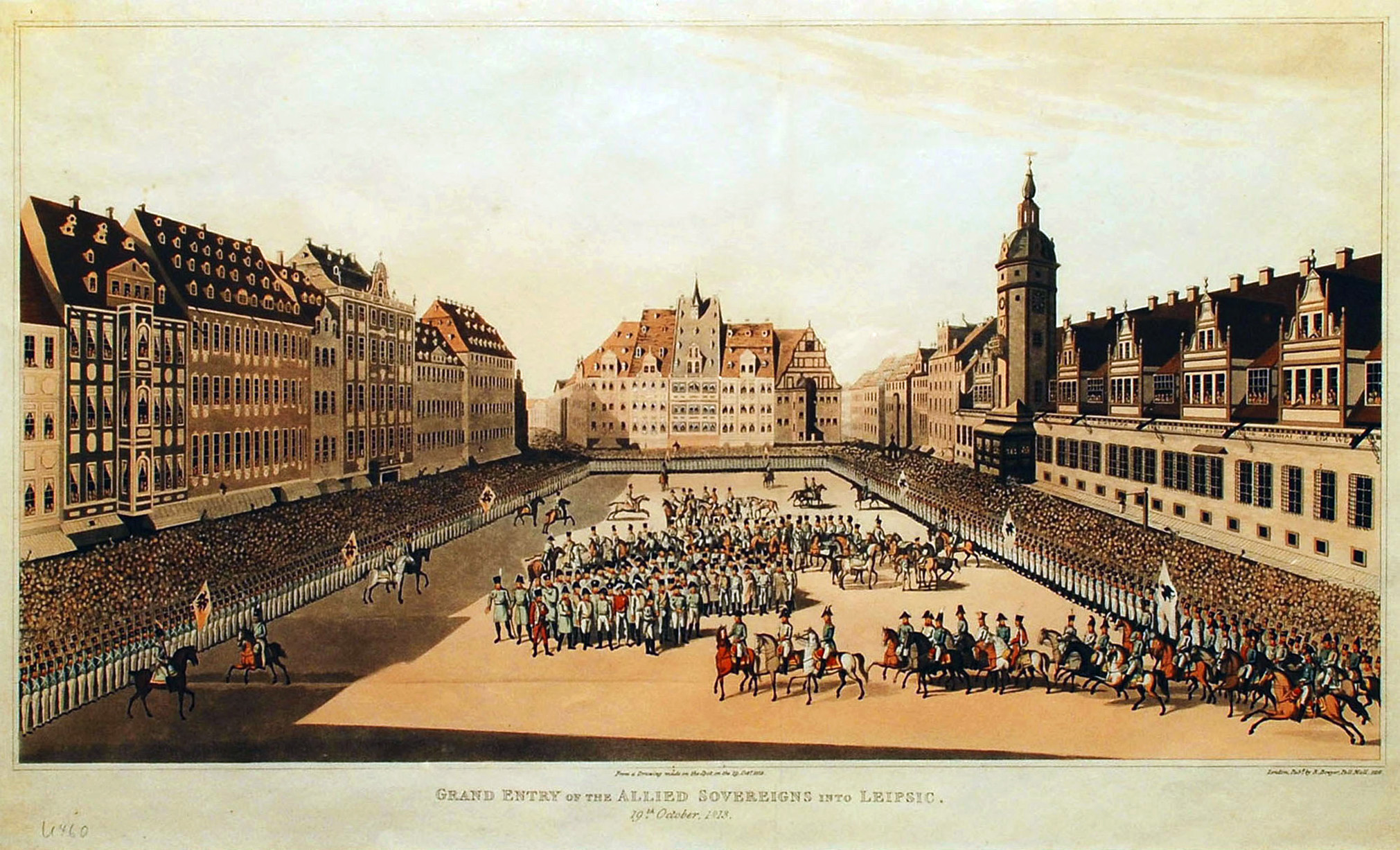
盟軍的軍事領導人於1813年10月19日進入萊比錫市場。
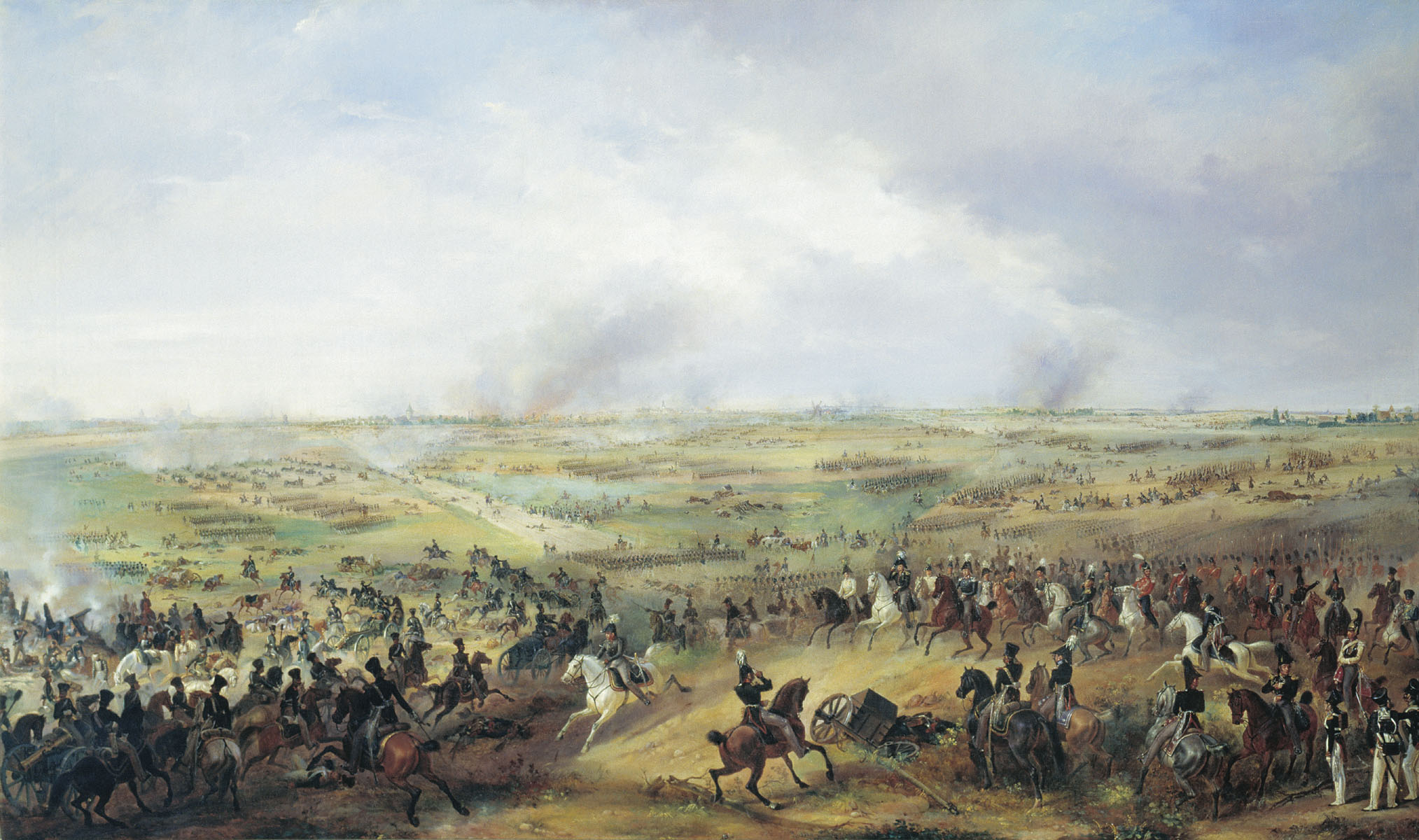
莱比锡战役繪畫（亞歷山大·祖衛德畫）。
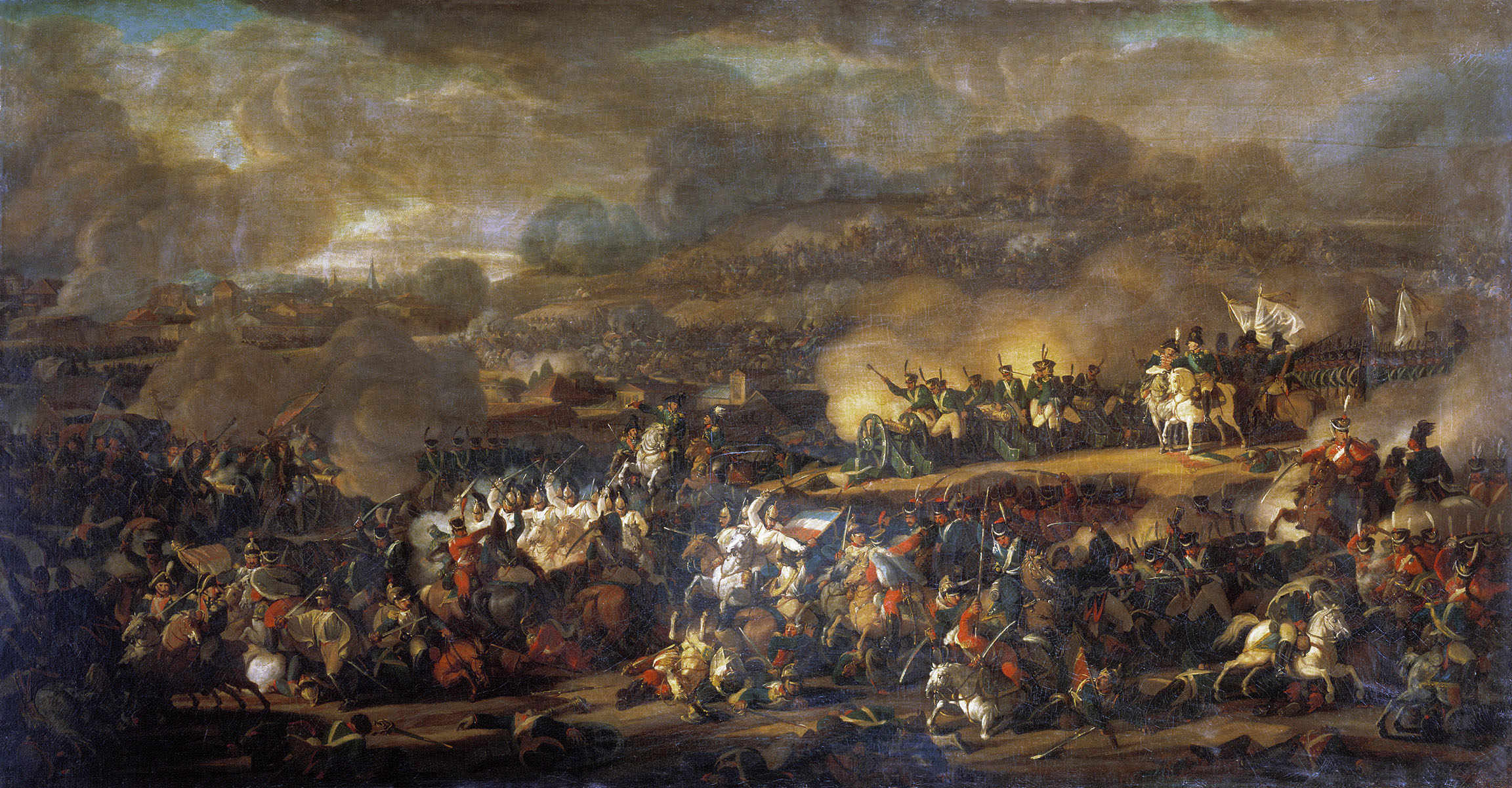
萊比錫戰役（繪畫，弗拉基米爾·莫什科夫1815畫）。
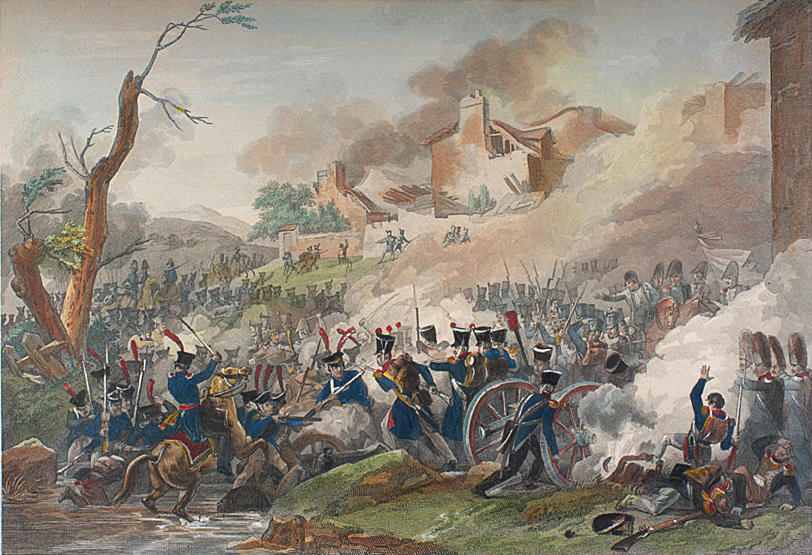
莱比锡战役繪畫（Naudet畫）。
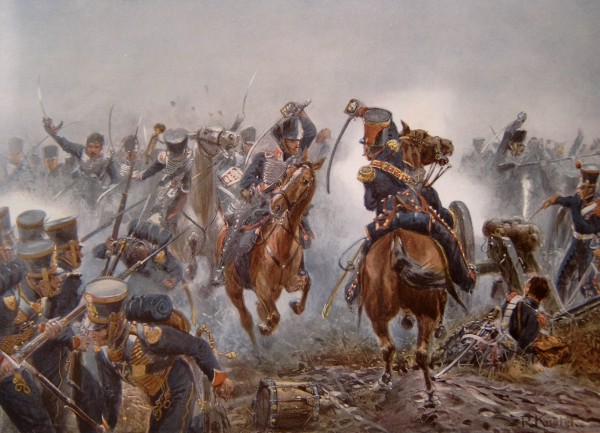
1813年10月16日勃蘭登堡騎兵在默肯之戰。
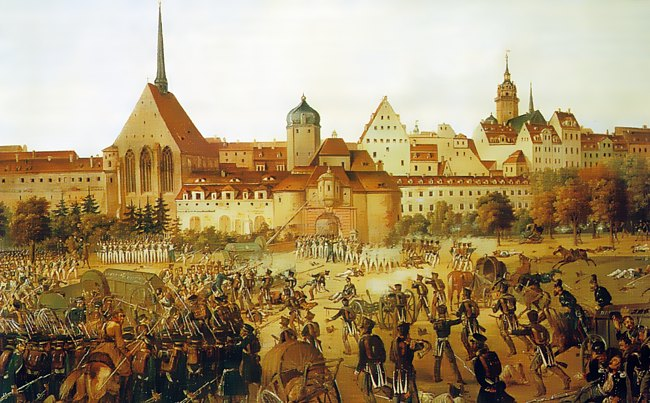
1813年10月19日Grimmskih門口的戰役。
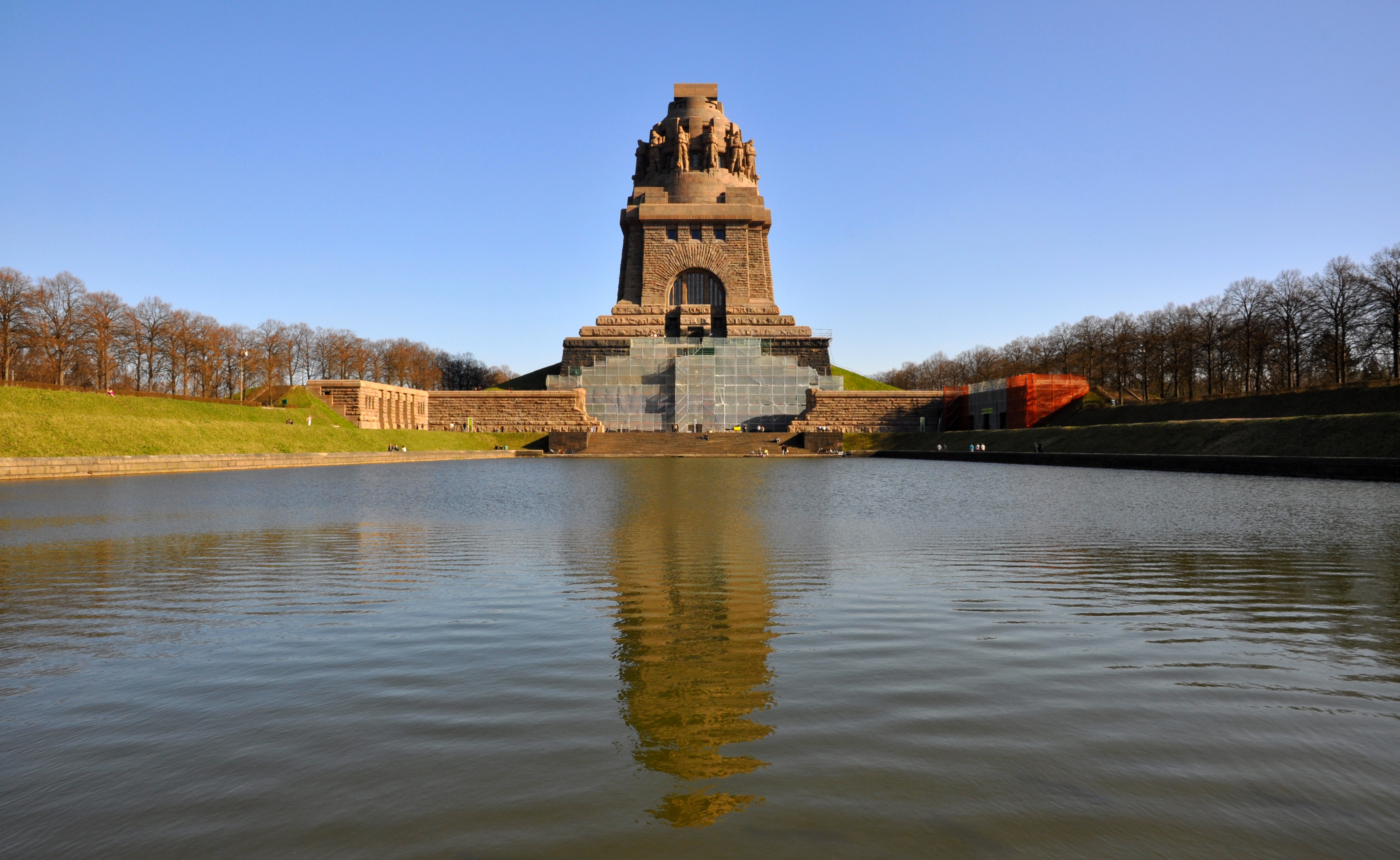
民族大會戰紀念碑。